# Rosaliengebirge
Rosaliengebirge är en bergskedja i Österrike. Den ligger på gränsen mellan Niederösterreich och Burgenland  i den östra delen av landet, 50 km söder om huvudstaden Wien.
Rosaliengebirge sträcker sig 10,6 km i nord-sydlig riktning. Den högsta toppen är Heuberg, 699 meter över havet.
Topografiskt ingår följande toppar i Rosaliengebirge:
- Greimkogel
- Heuberg

I omgivningarna runt Rosaliengebirge växer i huvudsak blandskog. Runt Rosaliengebirge är det ganska tätbefolkat, med 86 invånare per kvadratkilometer.